# Воронезький театр опери і балету
Воронезький театр опери і балету — театр у Воронежі, заснований 1961 року на базі театру музичної комедії, що існував з 1931. Початково мав назву «Музичний театр», з 1968 має сучасну назву.
Протягом 1961—2005 років на сцені театру була поставлено понад 200 спектаклів, у 1990-ті роки балет Воронезького театру гастролював у Фінляндії, Нідерландах, Німеччині та Бельгії.